# Hans Dörr
Pour les articles homonymes, voir Dörr.
Ne doit pas être confondu avec Hans Dorr.
Le titre de cet article comprend le caractère ö. Quand celui-ci n'est pas disponible ou n'est pas désiré, le nom de l'article peut être représenté comme Hans Doerr.
Hans Dörr (14 septembre 1897 à Wilhelmshaven - 9 septembre 1960 à Großkarolinenfeld) est un Generalmajor allemand qui a servi au sein de la Heer dans la Wehrmacht pendant la Seconde Guerre mondiale.

## Biographie
Il entre dans l'armée le 8 avril 1915 en tant que Fähnrich dans le régiment d'artillerie à pied de la Garde.
Il est mis dans la Führer-Reserve OKH (réserve) du 1er août 1943 au 10 août 1943, date où il est nommé attaché militaire à l’ambassade d'Allemagne à Madrid jusqu'au 10 mai 1945.
Il est capturé le 10 mai 1945 et reste en captivité jusqu'au 20 décembre 1947.

## Promotions
| Fähnrich                   | 8 avril 1915     |
| Leutnant                   | 18 août 1915     |
| Charakter als Oberleutnant | 31 décembre 1920 |
| Oberleutnant               | 1er février 1926 |
| Hauptmann                  | 1er octobre 1933 |
| Major                      | 1er avril 1937   |
| Oberstleutnant             | 1er avril 1939   |
| Oberst                     | 1er janvier 1942 |
| Generalmajor               | 1er janvier 1944 |

## Décorations
- Croix de fer (1914)
  - 2e classe
  - 1re classe
- Insigne des blessés (1914)
  - en noir
- k.u.k. Österr. Militär-Verdienstkreuz 3e Classe avec décorations de guerre
- Österr. Kriegs-Erinnerungs-Medaille avec glaives
- Kgl. Bulgar. Kriegs-Erinnerungs-Medaille avec glaives
- Offizierkreuz des Kgl. Ungar. Verdienstordens avec décorations de guerre
- Offizierkreuz des Kgl. Rumän. Aeronautischen Tugend avec glaives
- Kommandeurkreuz des Kgl. Rumän. Orden des Sterns avec glaives
- Croix d'honneur pour combattants 1914/1918
- Agrafe de la croix de fer (1939)
  - 2e classe
  - 1re classe
- Médaille de service de la Wehrmacht 4e et 1re classe
- Médaille du Front de l'Est
- Croix allemande en or le 8 octobre 1942 en tant que Oberst i.G. et Chef des Generalstabs du LII. Armeekorps